# Nahariya
Nahariya (en hébreu : נַהֲרִיָּה et en arabe : نهاريّا) est une ville du district nord d'Israël. Sa population était estimée à 60 000 habitants fin 2009 (sources: Israel Central Bureau of Statistics), et à 97,4 % juive.
Située sur la côte méditerranéenne, au sud de Rosh Hanikra et de la frontière avec le Liban, cette ville fut la cible de nombreuses roquettes Katyusha lancées depuis le Liban du Sud par le Hezbollah.
Sderot Ga'aton, la voie principale de la ville, est coupée en deux par la rivière Ga'aton (en). Le nom de Nahariya dérive de Nahar qui signifie rivière en arabe et en hébreu. La ville a subi de très graves inondations en janvier 2020  où il est tombé plus de 400 mm de pluies torrentielles en quelques heures, un phénomène climatique rare qui ne s'était pas produit depuis cinquante-et-un ans.

## Histoire
Nahariya fut fondée par des immigrants d'origine allemande au cours de la 5e Aliyah dans les années 1930. L'édification des résidences commença en 1933 et les deux premières familles à y résider de façon permanente s'installèrent le 10 février 1935, date considérée désormais comme la fondation officielle de la ville.
Les tentatives de faire de Nahariya un village agricole échouèrent et ses habitants choisirent de favoriser plutôt le tourisme. De nombreux officiers britanniques revenant de Khartoum s'arrêtaient à Nahariya à l'époque du mandat britannique sur la Palestine.

## Politique et administration

### Jumelages
| Ville | Ville                                  | Pays | Pays       | Période     |
| ----- | -------------------------------------- | ---- | ---------- | ----------- |
|       | Alzey                                  |      | Allemagne  |             |
|       | arrondissement de Tempelhof-Schöneberg |      | Allemagne  |             |
|       | Berck                                  |      | France     | depuis 1987 |
|       | Bielefeld                              |      | Allemagne  | depuis 1980 |
|       | Delray Beach                           |      | États-Unis |             |
|       | Issy-les-Moulineaux                    |      | France     | depuis 1994 |
|       | Kecskemét                              |      | Hongrie    |             |
|       | Miami Beach                            |      | États-Unis |             |
|       | Offenbach-sur-le-Main                  |      | Allemagne  | depuis 1978 |
|       | Paderborn                              |      | Allemagne  |             |

## Culture locale et patrimoine

### Personnalités liées à la ville
- Émile Lévy (1879-1953), rabbin d'origine alsacienne
- Gilad Shalit (1986-), soldat israélien
- Viktor Tsyhankov (1999-), footballeur ukrainien